# Nati il 6 febbraio
| Questa pagina contiene informazioni ricavate automaticamente dalle voci biografiche con l'ausilio del template Bio e di un bot. L'aggiornamento è periodico e automatico e ricostruisce completamente la pagina. Se manca una persona in questa lista, sei pregato di non aggiungerla, ma accertati piuttosto che la sua voce biografica contenga il template Bio e che i dati anagrafici siano correttamente compilati. Se il template Bio manca, inseriscilo tu stesso o, in alternativa, metti l'avviso {{tmp\|Bio}} che ne segnala la mancanza. Se i dati riportati sono sbagliati, correggi direttamente la voce biografica; le modifiche saranno visibili in questa lista entro pochi giorni. Per chiarimenti vedi il progetto biografie. La lista contiene solo le 1.182 persone che sono citate nell'enciclopedia e per le quali è stato implementato correttamente il template Bio. Pagina aggiornata al 17 ago 2025. |

## IX secolo(1)
- 885 - Daigo, imperatore giapponese († 930)

## XV secolo(4)
- 1402 - Luigi I, langravio d'Assia, nobile tedesco († 1458)
- 1452 - Giovanna d'Aviz, principessa portoghese († 1490)
- 1453 - Girolamo Benivieni, poeta italiano († 1542)
- 1465 - Scipione del Ferro, matematico italiano († 1526)

## XVI secolo(7)
- 1521 - Sebastian Ochsenkun, liutista e compositore tedesco († 1574)
- 1536 - Sassa Narimasa, militare giapponese († 1588)
- 1554 - Ippolito della Rovere, militare italiano († 1620)
- 1564 - Giorgio Gustavo del Palatinato-Veldenz, nobile tedesco († 1634)
- 1577 - Beatrice Cenci, nobildonna italiana († 1599)
- 1581 - Clément Metézeau, ingegnere e architetto francese († 1652)
- 1582 - Mario Bettini, gesuita, matematico e astronomo italiano († 1657)

## XVII secolo(16)
- 1604 - Jean Varin, scultore e medaglista francese († 1672)
- 1605 - Bernardo da Corleone, francescano italiano († 1667)
- 1607 - Giovanni Pietro d'Altemps, III duca di Gallese, nobile italiano († 1691)
- 1608 - António Vieira, gesuita, missionario e scrittore portoghese († 1697)
- 1612 - Antoine Arnauld, teologo, filosofo e matematico francese († 1694)
- 1618 - Filiberto Laurenzi, compositore e clavicembalista italiano
- 1623 - Ferdinando Federico Egon di Fürstenberg-Heiligenberg, nobile tedesco († 1662)
- 1634 - Giorgio Cristiano della Frisia orientale, principe († 1665)
- 1639 - Daniel Georg Morhof, poeta e critico letterario tedesco († 1691)
- 1639 - Claude de Ferrière, giurista francese († 1715)
- 1649 - Augusta Maria di Holstein-Gottorp, nobile tedesca († 1728)
- 1652 - Francesco Pignatelli, cardinale e arcivescovo cattolico italiano († 1734)
- 1665 - Anna di Gran Bretagna, sovrana britannica († 1714)
- 1669 - Vincenzo Bacallar, ufficiale, storico e linguista spagnolo († 1726)
- 1690 - Giovanni Battista Maini, scultore italiano († 1752)
- 1695 - Nicolaus II Bernoulli, matematico e fisico svizzero († 1726)

## XVIII secolo(47)
- 1702 - Giovanni Carmine Pellerano, arcivescovo cattolico italiano († 1783)
- 1706 - Teodora d'Assia-Darmstadt, nobildonna austriaca († 1784)
- 1709 - Donato Maria Arcangeli, vescovo cattolico italiano († 1772)
- 1710 - Sofia Cristina di Anhalt-Bernburg-Schaumburg-Hoym, nobile († 1784)
- 1717 - Guido Ferrari, storico e poeta italiano († 1791)
- 1720 - Anton Karl von Salm-Reifferscheidt, nobile, politico e militare austriaco († 1769)
- 1722 - Regina Mingotti, italiana († 1808)
- 1724 - Giacinto Rossi, organaro italiano († 1796)
- 1729 - Giuseppe Venanzio Marvuglia, architetto italiano († 1814)
- 1730 - Januarius Zick, pittore e architetto tedesco († 1797)
- 1731 - Frederick Calvert, VI barone Baltimore, nobile inglese († 1771)
- 1732 - Charles Lee, generale britannico († 1782)
- 1732 - Jean Joseph Pierre Pascalis, avvocato francese († 1790)
- 1733 - James Duane, politico statunitense († 1797)
- 1735 - Maria Antonia Dorotea Gonzaga, nobildonna spagnola († 1801)
- 1736 - Franz Xaver Messerschmidt, scultore tedesco († 1783)
- 1738 - Pierre Joseph Desault, chirurgo francese († 1795)
- 1748 - Johann Adam Weishaupt, filosofo tedesco († 1830)
- 1752 - Louis Jean-Baptiste Gouvion, nobile, generale e politico francese († 1823)
- 1753 - Évariste de Parny, poeta francese († 1814)
- 1754 - Antoine-Eustache d'Osmond, vescovo cattolico francese († 1823)
- 1756 - Aaron Burr, politico e banchiere statunitense († 1836)
- 1756 - Francesco Antonio Mondelli, vescovo cattolico italiano († 1825)
- 1761 - Kaspar Maria von Sternberg, geologo, botanico e teologo ceco († 1838)
- 1762 - James St Clair-Erskine, II conte di Rosslyn, generale e politico scozzese († 1837)
- 1764 - Simone Évrard, rivoluzionaria francese († 1824)
- 1769 - Francesco Vincenzo Negri, filologo italiano († 1827)
- 1769 - Ludwig von Wallmoden-Gimborn, generale austriaco († 1862)
- 1772 - George Murray, generale britannico († 1846)
- 1778 - Ugo Foscolo, poeta, scrittore e drammaturgo italiano († 1827)
- 1780 - Kazimierz Roch Dmochowski, arcivescovo cattolico polacco († 1851)
- 1781 - George Dawe, pittore inglese († 1829)
- 1781 - John Keane, I barone Keane, generale e nobile britannico († 1844)
- 1782 - Giuseppe Maria Talucchi, architetto italiano († 1863)
- 1784 - Claude-Étienne Chaillou des Barres, avvocato, politico e scrittore francese († 1857)
- 1785 - Bernardo Caboga, militare dalmata († 1855)
- 1785 - Elizabeth Patterson Bonaparte, mercante statunitense († 1879)
- 1791 - Gerolamo Cavasola, ufficiale italiano († 1836)
- 1793 - Pietro Rovelli, violinista e compositore italiano († 1838)
- 1796 - John Stevens Henslow, botanico inglese († 1861)
- 1797 - Richard Hawes, politico statunitense († 1877)
- 1797 - Joseph von Radowitz, politico e generale prussiano († 1853)
- 1798 - Charles Dupeuty, drammaturgo e librettista francese († 1865)
- 1798 - Joseph Carl von Anrep, generale russo († 1860)
- 1799 - George Arnott Walker Arnott, botanico scozzese († 1868)
- 1799 - Imre Frivaldszky, botanico, entomologo e biologo ungherese († 1870)
- 1800 - Achille Devéria, pittore e disegnatore francese († 1857)

## XIX secolo(187)
- 1801 - Laure Cinti-Damoreau, soprano e compositrice francese († 1863)
- 1801 - Thomas George Lyon-Bowes, Lord Glamis, nobile britannico († 1834)
- 1802 - Charles Wheatstone, fisico e inventore britannico († 1875)
- 1806 - Charles Frédéric Martins, medico, botanico e geologo francese († 1889)
- 1806 - Teodolfo Mertel, avvocato, magistrato e politico italiano († 1899)
- 1809 - Karl Bodmer, pittore, fotografo e illustratore francese († 1893)
- 1810 - Paul Édouard Damiguet de Vernon, generale francese († 1866)
- 1810 - Jean Louis Armand de Quatrefages de Bréau, zoologo e antropologo francese († 1892)
- 1811 - Henry Liddell, grecista e storico inglese († 1898)
- 1814 - Edward Sorin, presbitero francese († 1893)
- 1816 - Édouard Jules Gabrielli di Carpegna, militare e funzionario francese († 1883)
- 1816 - Massimo Mautino, politico italiano († 1873)
- 1817 - Andrea Besteghi, pittore italiano († 1869)
- 1818 - William Maxwell Evarts, politico, avvocato e statistico statunitense († 1901)
- 1818 - Bonaventura Mazzarella, magistrato, filosofo e pastore protestante italiano († 1882)
- 1820 - Thomas C. Durant, imprenditore statunitense († 1885)
- 1823 - Vincenzo Selvaggi, poeta, scrittore e patriota italiano († 1845)
- 1826 - Charles Barbier de Meynard, arabista, iranista e turcologo francese († 1908)
- 1828 - Cheri Dubreuil, pittore francese
- 1829 - Thomas Henry Armstrong, politico statunitense († 1891)
- 1829 - Joseph Auguste Émile Vaudremer, architetto francese († 1914)
- 1830 - Xavier Barbier de Montault, religioso, archeologo e storiografo francese († 1901)
- 1830 - Crisanto Del Cioppo, compositore e direttore d'orchestra italiano († 1915)
- 1830 - Daniel Oliver, botanico britannico († 1916)
- 1831 - Antoine Armand Arnaud, politico e giornalista francese († 1885)
- 1832 - John Brown Gordon, militare e politico statunitense († 1904)
- 1833 - José María de Pereda, scrittore spagnolo († 1906)
- 1833 - James Ewell Brown Stuart, generale statunitense († 1864)
- 1834 - Edwin Klebs, patologo tedesco († 1913)
- 1834 - William Dorsey Pender, generale statunitense († 1863)
- 1834 - Ema Pukšec, soprano croato († 1889)
- 1835 - Paolo Riccardi, politico italiano († 1910)
- 1837 - Giovanni Bovio, filosofo e politico italiano († 1903)
- 1838 - Eduard Hitzig, psichiatra e neurofisiologo tedesco († 1907)
- 1838 - Henry Irving, attore teatrale britannico († 1905)
- 1839 - Yisrael Meir Kagan, rabbino e teologo lituano († 1933)
- 1839 - Raoul Le Mouton de Boisdeffre, generale francese († 1919)
- 1839 - Felix von Thümen, botanico e micologo tedesco († 1892)
- 1840 - Enrico Cairoli, patriota italiano († 1867)
- 1840 - Guido Orazio Di Carpegna Falconieri, politico italiano († 1919)
- 1843 - Frederic William Henry Myers, psicologo e parapsicologo britannico († 1901)
- 1844 - McKee Rankin, regista, commediografo e attore teatrale canadese († 1914)
- 1845 - Raffaele Patrone, scultore italiano
- 1845 - Isidor Straus, imprenditore e politico tedesco († 1912)
- 1847 - Alberto Amman, imprenditore e nobile italiano († 1896)
- 1847 - Lorenzo Guetti, presbitero e politico italiano († 1898)
- 1848 - Eduardo Adaro Magro, architetto spagnolo († 1906)
- 1848 - Maria Beccadelli di Bologna, nobile italiana († 1929)
- 1848 - Siegmund Günther, geografo e matematico tedesco († 1923)
- 1851 - Bartolomeo Bezzi, pittore italiano († 1923)
- 1852 - Conwy Lloyd Morgan, zoologo e psicologo britannico († 1936)
- 1852 - Vasilij Il'ič Safonov, pianista, compositore e direttore d'orchestra russo († 1918)
- 1854 - Francesco Mele, avvocato, giornalista e politico italiano († 1919)
- 1854 - Tommaso di Savoia-Genova, ammiraglio italiano († 1931)
- 1856 - Max von Bahrfeldt, generale e numismatico tedesco († 1936)
- 1858 - Alfredo Lucifero, nobile, militare e politico italiano († 1909)
- 1858 - Ada Roe, supercentenaria britannica († 1970)
- 1859 - Erich Gühler, ammiraglio tedesco († 1911)
- 1859 - Ricardo Jiménez Oreamuno, avvocato e politico costaricano († 1945)
- 1861 - Daniele Donghi, ingegnere italiano († 1938)
- 1861 - Benjamin Glover Laws, compositore di scacchi inglese († 1931)
- 1861 - George Tyrrell, teologo irlandese († 1909)
- 1861 - Nikolaj Dmitrievič Zelinskij, chimico russo († 1953)
- 1862 - Joseph Friedrich Nicolaus Bornmüller, botanico tedesco († 1948)
- 1862 - Georg Wilhelm Degode, pittore e fotografo tedesco († 1931)
- 1864 - George Jay Gould, imprenditore statunitense († 1923)
- 1864 - George Hillyard, tennista britannico († 1943)
- 1864 - John Henry Mackay, scrittore, attivista e biografo britannico († 1933)
- 1864 - Alexander Tietze, chirurgo tedesco († 1927)
- 1865 - Andrew Crommelin, astronomo britannico († 1939)
- 1865 - Evan Gorga, tenore italiano († 1957)
- 1865 - Italo Salsi, politico italiano († 1962)
- 1866 - Karl Sapper, esploratore, linguista e etnologo tedesco († 1945)
- 1867 - Dorotea Chávez Orozco, religiosa messicana († 1949)
- 1868 - Alfredo Felici, avvocato e politico italiano († 1951)
- 1869 - Ole Juulson Kvale, politico statunitense († 1929)
- 1869 - Harold Robert Millar, illustratore, disegnatore e fumettista scozzese († 1942)
- 1869 - Luigi Filippo Roberto d'Orléans, esploratore e politico francese († 1926)
- 1872 - Luigi Bertoni, anarchico e tipografo svizzero († 1947)
- 1872 - Hamad ibn Isa Al Khalifa, sovrano bahreinita († 1942)
- 1872 - Robert Maillart, ingegnere svizzero († 1940)
- 1872 - Alfred Mombert, poeta, scrittore e drammaturgo tedesco († 1942)
- 1874 - Magna Lykseth-Skogman, soprano norvegese († 1949)
- 1874 - Gennaro Mondaini, storico, economista e docente italiano († 1948)
- 1875 - Otto Geßler, politico tedesco († 1955)
- 1875 - Leslie Green, architetto inglese († 1908)
- 1876 - Joe Deakin, mezzofondista britannico († 1972)
- 1876 - Eugène-Henri Gravelotte, schermidore francese († 1939)
- 1877 - Filippo Eredia, geofisico e meteorologo italiano († 1948)
- 1877 - Nicolò Giacchi, generale e storico italiano († 1948)
- 1877 - Anton Gustafsson, tiratore di fune svedese († 1943)
- 1877 - Vladimir Fëdorovič Minorskij, iranista russo († 1966)
- 1879 - Pedro Aguirre Cerda, politico e avvocato cileno († 1941)
- 1879 - Neville Bulwer-Lytton, giocatore di pallacorda britannico († 1951)
- 1879 - Othon Friesz, pittore francese († 1949)
- 1879 - Magnús Guðmundsson, politico islandese († 1937)
- 1879 - Arnold Landvoigt, rugbista a 15 tedesco († 1970)
- 1879 - Edwin Samuel Montagu, politico britannico († 1924)
- 1879 - José Urfé, clarinettista e compositore cubano († 1957)
- 1879 - Björn Þórðarson, politico islandese († 1963)
- 1881 - Elvira Betrone, attrice italiana († 1961)
- 1881 - Dot Farley, attrice e sceneggiatrice statunitense († 1971)
- 1881 - Huib Hoste, architetto belga († 1957)
- 1881 - Karl Weigl, compositore e pianista austriaco († 1949)
- 1882 - Ettore Allodoli, scrittore e critico letterario italiano († 1960)
- 1882 - Harry Fisher, cestista, giocatore di baseball e allenatore di pallacanestro statunitense († 1967)
- 1882 - Walter Jakobsson, pattinatore artistico su ghiaccio finlandese († 1957)
- 1882 - Anne Spencer, poetessa e attivista statunitense († 1975)
- 1883 - Eugenio Cibelli, tenore italiano († 1961)
- 1883 - Luigi Gibezzi, ingegnere, dirigente sportivo e calciatore italiano († 1956)
- 1883 - Dmitrij Pavlovič Grigorovič, ingegnere aeronautico sovietico († 1938)
- 1884 - Rudolf Buchfelder, pallanuotista austriaco († 1967)
- 1884 - Jerzy Leszczyński, attore polacco († 1959)
- 1885 - Charles Henry Bartlett, pistard britannico († 1968)
- 1885 - Jo Eshuijs, calciatore olandese († 1979)
- 1885 - Federico Vincenti, presbitero italiano († 1954)
- 1886 - Amedeo Rocco Armentano, esoterista italiano († 1966)
- 1886 - Sergio Corazzini, poeta italiano († 1907)
- 1887 - Billy Dean, pallanuotista britannico († 1949)
- 1887 - Josef Frings, cardinale e arcivescovo cattolico tedesco († 1978)
- 1887 - Zigfrīds Anna Meierovics, politico lettone († 1925)
- 1887 - Ernesto Paci, astronomo e presbitero italiano († 1934)
- 1887 - Béla Révész, calciatore e allenatore di calcio ungherese († 1939)
- 1888 - Giovanni Alfero, germanista italiano († 1962)
- 1888 - Giorgio Falco, storico italiano († 1966)
- 1888 - Haven Gillespie, musicista statunitense († 1975)
- 1888 - Lucile Gleason, attrice statunitense († 1947)
- 1888 - Friedrich Wilhelm Levi, matematico tedesco († 1966)
- 1888 - Luciano Maugeri, funzionario e politico italiano († 1958)
- 1888 - Vincenzo Menghi, politico italiano († 1972)
- 1888 - Camillo Pilotto, attore italiano († 1963)
- 1888 - Ljudmil Stojanov, poeta e scrittore bulgaro († 1973)
- 1889 - Richard Bonelli, baritono statunitense († 1980)
- 1889 - Herbert Hübner, attore tedesco († 1972)
- 1889 - Elmo Lincoln, attore statunitense († 1952)
- 1889 - Gaetano Tavoni, militare italiano († 1941)
- 1890 - Goffredo de Banfield, aviatore austro-ungarico († 1986)
- 1890 - Abdul Ghaffar Khan, politico pakistano († 1988)
- 1890 - Mentore Maggini, astrofisico italiano († 1941)
- 1890 - Clem Stephenson, allenatore di calcio e calciatore inglese († 1961)
- 1890 - Hugh Stott Taylor, chimico inglese († 1974)
- 1891 - Alessandro Ambrosini, magistrato italiano († 1992)
- 1891 - Birger Dahlerus, imprenditore e diplomatico svedese († 1957)
- 1891 - Adrian Maniu, poeta e drammaturgo rumeno († 1968)
- 1892 - Carl von Braitenberg, politico italiano († 1984)
- 1892 - Ross Cuthbert, hockeista su ghiaccio britannico († 1971)
- 1892 - Maximilian Fretter-Pico, generale tedesco († 1984)
- 1892 - Guido Keller, aviatore italiano († 1929)
- 1892 - William Parry Murphy, medico statunitense († 1978)
- 1892 - Mario Scalesi, poeta e critico letterario italiano († 1922)
- 1893 - Theodore Cole, criminale statunitense († 1937)
- 1893 - Renato De Censi, calciatore e militare italiano († 1919)
- 1893 - Ruth Royce, attrice statunitense († 1971)
- 1894 - Michail Čiaureli, regista cinematografico e scrittore sovietico († 1974)
- 1894 - Carroll Clark, scenografo statunitense († 1968)
- 1894 - Kirpal Singh, mistico indiano († 1974)
- 1894 - Eric Partridge, lessicografo neozelandese († 1979)
- 1894 - Constance Tipper, ingegnere e cristallografa britannica († 1995)
- 1895 - Mario Camerini, regista e sceneggiatore italiano († 1981)
- 1895 - Babe Ruth, giocatore di baseball statunitense († 1948)
- 1895 - Maria Teresa Vera, cantante, compositrice e chitarrista cubana († 1965)
- 1895 - Vera Vergani, attrice italiana († 1989)
- 1895 - Pierre Vermetten, pallanuotista belga († 1977)
- 1895 - Kurt Wolff, aviatore tedesco († 1917)
- 1896 - Paul-Émile Bel, calciatore francese († 1932)
- 1896 - Anastase Dragomir, ingegnere e inventore romeno († 1966)
- 1897 - Lepke Buchalter, mafioso statunitense († 1944)
- 1897 - Millard Caldwell, politico statunitense († 1984)
- 1897 - Alberto Cavalcanti, sceneggiatore, regista e produttore cinematografico brasiliano († 1982)
- 1897 - H. D. F. Kitto, grecista britannico († 1982)
- 1897 - Giacomo Pallotti, militare italiano († 1917)
- 1898 - Ruggero Bonomi, generale e aviatore italiano († 1980)
- 1898 - Magda Donato, giornalista, drammaturga e attrice spagnola († 1966)
- 1898 - Henry Ericsson, artista finlandese († 1933)
- 1898 - Jean Grenier, filosofo e scrittore francese († 1971)
- 1898 - Giuseppe Perrone Capano, politico e avvocato italiano († 1979)
- 1898 - Alex Ponton, velocista canadese († 1949)
- 1898 - Erna Sack, cantante lirica tedesca († 1972)
- 1898 - Melvin Beaunorus Tolson, poeta, educatore e politico statunitense († 1966)
- 1898 - Ruggero Vasari, poeta e pittore italiano († 1968)
- 1898 - Orio Vergani, giornalista, fotografo e scrittore italiano († 1960)
- 1899 - Giuseppe Arena, militare italiano († 1936)
- 1899 - Jaime Gonçalves, calciatore portoghese
- 1899 - Ramón Novarro, attore e regista messicano († 1968)
- 1900 - Paul László, architetto e designer ungherese († 1993)
- 1900 - Enrico Mariani, politico italiano († 1978)
- 1900 - Licurgo Sommariva, pittore italiano († 1984)

## XX secolo(881)
- 1901 - Nino Besozzi, attore italiano († 1971)
- 1901 - Ben Lyon, attore, regista e produttore cinematografico statunitense († 1979)
- 1902 - George Brunies, musicista e trombonista statunitense († 1974)
- 1902 - Karl Freiberger, sollevatore austriaco († 1977)
- 1903 - Claudio Arrau, pianista cileno († 1991)
- 1903 - Italo Giovannucci, politico e avvocato italiano († 1983)
- 1903 - Louis Mesenkop, tecnico del suono statunitense († 1974)
- 1903 - Angelo Paolucci, militare italiano († 1940)
- 1904 - Giuseppe Almici, vescovo cattolico italiano († 1985)
- 1904 - Jean-Rosière-Eugène Arnaud, missionario e vescovo cattolico francese († 1972)
- 1904 - Sam Leavitt, direttore della fotografia statunitense († 1984)
- 1904 - Gaetano Piccinini, presbitero italiano († 1972)
- 1904 - Johannes Pohl, presbitero, ebraista e bibliotecario tedesco († 1960)
- 1904 - Raphael Tracey, calciatore statunitense († 1975)
- 1905 - Serafino Campi, pittore, grafico e pubblicitario italiano († 1992)
- 1905 - Władysław Gomułka, politico polacco († 1982)
- 1905 - Irmgard Keun, scrittrice tedesca († 1982)
- 1905 - Jan Werich, attore, commediografo e scrittore ceco († 1980)
- 1905 - Myzejen Zogu, principessa albanese († 1969)
- 1906 - Ernesto Remani, regista, sceneggiatore e produttore cinematografico italiano († 1966)
- 1906 - Paul Winter, discobolo e pesista francese († 1992)
- 1907 - Paul Lemmerz, imprenditore tedesco († 1977)
- 1908 - Geo Bogza, poeta, saggista e giornalista rumeno († 1993)
- 1908 - Carmen De Rue, attrice statunitense († 1986)
- 1908 - Amintore Fanfani, politico, economista e storico italiano († 1999)
- 1908 - Edward Lansdale, generale statunitense († 1987)
- 1908 - Michael Maltese, sceneggiatore statunitense († 1981)
- 1908 - Paolo Vinci, rugbista a 15 italiano
- 1909 - Ugo Amoretti, calciatore e allenatore di calcio italiano († 1977)
- 1909 - Piet Punt, calciatore olandese († 1973)
- 1910 - Carlos Marcello, mafioso italiano († 1993)
- 1910 - Ted Osborne, fumettista statunitense († 1968)
- 1910 - George Poyser, calciatore e allenatore di calcio inglese († 1995)
- 1910 - Aldo Rasero, ufficiale, giornalista e scrittore italiano († 1988)
- 1911 - Irma Marchiani, partigiana italiana († 1944)
- 1911 - José Pamplona, cestista messicano
- 1911 - Ronald Reagan, politico, sindacalista e attore statunitense († 2004)
- 1912 - Eva Braun, fotografa tedesca († 1945)
- 1912 - Christopher Hill, storico britannico († 2003)
- 1912 - Enrico Pocognoni, presbitero, partigiano e antifascista italiano († 1944)
- 1912 - Roberto Salvini, storico dell'arte e funzionario italiano († 1985)
- 1912 - Margaret Somerville, schermitrice britannica († 1987)
- 1912 - Odorico Leovigildo Sáiz Pérez, vescovo cattolico spagnolo († 2012)
- 1913 - Evdokija Beršanskaja, militare sovietica († 1982)
- 1913 - Mary Leakey, archeologa britannica († 1996)
- 1913 - John Lund, attore statunitense († 1992)
- 1913 - Jwani Riad Nosseir, cestista egiziano († 2005)
- 1913 - Ludwig Schmaderer, alpinista e sportivo tedesco († 1945)
- 1913 - Bob Snyder, allenatore di football americano e giocatore di football americano statunitense († 2001)
- 1913 - Lino Taioli, allenatore di calcio e calciatore argentino
- 1913 - Giuseppe Turcato, partigiano, politico e saggista italiano († 1996)
- 1914 - Lina Aimaro, soprano italiano († 2000)
- 1914 - Bernd Freytag von Loringhoven, generale tedesco († 2007)
- 1914 - Jean Majerus, ciclista su strada lussemburghese († 1983)
- 1914 - Roza Papo, medico e partigiana jugoslava († 1984)
- 1914 - Thurl Ravenscroft, attore, doppiatore e basso statunitense († 2005)
- 1914 - Forrest Towns, ostacolista statunitense († 1991)
- 1914 - Zdeněk Škrland, canoista cecoslovacco († 1996)
- 1915 - Custódio Alvim Pereira, arcivescovo cattolico portoghese († 2006)
- 1915 - John Bartha, attore ungherese († 1991)
- 1915 - Sergio Bellone, partigiano e ingegnere italiano († 2000)
- 1915 - Danuta Szaflarska, attrice e doppiatrice polacca († 2017)
- 1915 - Giulio Torresi, aviatore italiano († 1944)
- 1916 - Jack Balmer, calciatore inglese († 1984)
- 1916 - Mario Barbon, calciatore italiano († 1976)
- 1916 - Cliff Griffith, pilota automobilistico statunitense († 1996)
- 1917 - Sonny Franzese, mafioso italiano († 2020)
- 1917 - Zsa Zsa Gábor, attrice ungherese († 2016)
- 1917 - Pierre Grelot, teologo, biblista e presbitero francese († 2009)
- 1917 - Aleksandr Ročegov, architetto sovietico († 1998)
- 1917 - Liberato Firmino Sifonia, compositore italiano († 1996)
- 1918 - Lothar-Günther Buchheim, scrittore, pittore e editore tedesco († 2007)
- 1918 - Dandolo Flumini, calciatore e allenatore di calcio italiano († 2014)
- 1918 - Franco Villani, produttore cinematografico italiano († 1965)
- 1919 - Lee Huber, cestista statunitense († 2005)
- 1919 - Gina Martini Fanoli, politica italiana († 1965)
- 1919 - Tullio Pietrobono, politico italiano († 1993)
- 1919 - Josef Stalder, ginnasta svizzero († 1991)
- 1919 - Takashi Yanase, scrittore giapponese († 2013)
- 1920 - Giovanni Carini, matematico italiano († 1993)
- 1920 - Silvio D'Arzo, scrittore, poeta e saggista italiano († 1952)
- 1920 - Max Mannheimer, scrittore ceco († 2016)
- 1920 - Roger Rocher, imprenditore e dirigente sportivo francese († 1997)
- 1920 - Stelio Zaganelli, politico italiano († 2011)
- 1921 - Zvi Aharoni, militare israeliano († 2012)
- 1921 - Ugo De Santis, politico e partigiano italiano († 2017)
- 1921 - Virgilio Nonnis, scrittore italiano († 2014)
- 1921 - Massimo Pittau, linguista e glottologo italiano († 2019)
- 1921 - Giuditta Podestà, saggista e critico letterario italiana († 2005)
- 1921 - Giuseppe Radole, organista, musicologo e compositore italiano († 2007)
- 1921 - Raffaele Valensise, avvocato e politico italiano († 1999)
- 1922 - Jocelyn Burdick, politica statunitense († 2019)
- 1922 - Patrick Macnee, attore britannico († 2015)
- 1922 - Felicia Montealegre, attrice statunitense († 1978)
- 1922 - Alfredo Rigodanzo, partigiano italiano († 1973)
- 1922 - Haskell Wexler, direttore della fotografia statunitense († 2015)
- 1923 - Liliana Benvenuti, partigiana italiana († 2019)
- 1923 - Jaroslav Brožek, pittore e insegnante ceco († 2019)
- 1923 - Maurice Le Roux, direttore d'orchestra, compositore e musicologo francese († 1992)
- 1923 - Gyula Lóránt, allenatore di calcio e calciatore ungherese († 1981)
- 1923 - Alfonso Yuchengco, imprenditore e diplomatico filippino († 2017)
- 1924 - Ivo Garrani, attore e doppiatore italiano († 2015)
- 1924 - Argentina Santos, cantante portoghese († 2019)
- 1924 - Paolo Volponi, scrittore e poeta italiano († 1994)
- 1924 - Billy Wright, calciatore e allenatore di calcio inglese († 1994)
- 1925 - Nelson Demarco, cestista uruguaiano († 2009)
- 1925 - Mario Francese, giornalista italiano († 1979)
- 1925 - Ernő Lendvai, musicologo, insegnante e teorico della musica ungherese († 1993)
- 1925 - Elisa Sala, partigiana italiana († 1945)
- 1925 - Pramoedya Ananta Toer, scrittore e attivista indonesiano († 2006)
- 1926 - Gianni Corbi, giornalista italiano († 2001)
- 1926 - Walker Edmiston, attore e doppiatore statunitense († 2007)
- 1926 - Lars Eriksson, calciatore svedese († 1994)
- 1926 - Dan Kahler, cestista statunitense († 2015)
- 1926 - Jean-Bernard Raimond, politico e diplomatico francese († 2016)
- 1927 - Guido Biondi, politico e partigiano italiano († 1997)
- 1927 - Adriano Facchini, pentatleta italiano († 1969)
- 1927 - Charles Gerhardt, direttore d'orchestra statunitense († 1999)
- 1927 - Felix Gerritzen, calciatore tedesco († 2007)
- 1927 - Gerard K. O'Neill, fisico statunitense († 1992)
- 1927 - Domenico Pellegrino, politico italiano († 2019)
- 1927 - Lionel Price, cestista britannico († 2019)
- 1928 - Henri Martre, dirigente d'azienda francese († 2018)
- 1928 - Gianfranco Mauri, attore italiano († 2000)
- 1928 - Géza Varasdi, velocista ungherese († 2022)
- 1929 - Pierre Brice, attore francese († 2015)
- 1929 - Alessandro Costa, politico italiano († 1992)
- 1929 - Don Hanrahan, cestista statunitense († 2010)
- 1929 - Sixten Jernberg, fondista svedese († 2012)
- 1929 - Tao Kiang, astronomo cinese († 2009)
- 1930 - Franco Baucè, ex calciatore italiano
- 1930 - Carlo Chimenti, costituzionalista italiano († 2017)
- 1930 - Krystian Czernichowski, cestista polacco († 2014)
- 1930 - Affonso Felippe Gregory, vescovo cattolico brasiliano († 2008)
- 1930 - Allan King, regista canadese († 2009)
- 1930 - Franco Magni, fisiologo italiano († 2005)
- 1930 - Armando Marques, arbitro di calcio brasiliano († 2014)
- 1930 - Marcello Martini, partigiano italiano († 2019)
- 1930 - Aleksandar Petaković, calciatore jugoslavo († 2011)
- 1931 - Eeli Aalto, pittore finlandese
- 1931 - Bernard Cagnac, fisico francese († 2019)
- 1931 - Antonio Casagrande, attore italiano († 2022)
- 1931 - Clelia Giacobini, microbiologa italiana († 2010)
- 1931 - Marija Gusakova, fondista sovietica († 2022)
- 1931 - Paul Lange, canoista tedesco († 2016)
- 1931 - Lorenzo Mondo, critico letterario, scrittore e giornalista italiano († 2022)
- 1931 - Jaime Salazar, calciatore messicano († 2011)
- 1931 - Rip Torn, attore e regista statunitense († 2019)
- 1931 - Mamie Van Doren, attrice, showgirl e modella statunitense
- 1931 - Ricardo Jamin Vidal, cardinale e arcivescovo cattolico filippino († 2017)
- 1931 - Paolo Violi, mafioso italiano († 1978)
- 1932 - Camilo Cienfuegos, rivoluzionario e guerrigliero cubano († 1959)
- 1932 - Sumi Hanayo, attrice cinematografica e attrice televisiva giapponese
- 1932 - Arístides Isusi, cestista paraguaiano († 1999)
- 1932 - Jim Poole, giocatore di badminton e cestista statunitense († 2021)
- 1932 - Franco Sala, ex calciatore italiano
- 1932 - Mario Sossi, magistrato, avvocato e politico italiano († 2019)
- 1932 - François Truffaut, regista, sceneggiatore e produttore cinematografico francese († 1984)
- 1933 - Horacio Ferrer, poeta, paroliere e drammaturgo uruguaiano († 2014)
- 1933 - Ira Murchison, velocista statunitense († 1994)
- 1933 - Nils Nilsson, informatico statunitense († 2019)
- 1933 - Ismet Rizvić, pittore bosniaco († 1992)
- 1933 - Michel Vovelle, storico e saggista francese († 2018)
- 1934 - Roger Becker, tennista e allenatore di tennis britannico († 2017)
- 1934 - Vern Ehlers, politico statunitense († 2017)
- 1934 - Jurij Kovalëv, calciatore sovietico († 1979)
- 1934 - Barry Magee, ex maratoneta e mezzofondista neozelandese
- 1935 - Francesco Calogero, fisico italiano
- 1935 - Willie Duff, calciatore scozzese († 2004)
- 1935 - Bruno Tassan Din, dirigente d'azienda e editore italiano († 2000)
- 1936 - Angela Bowen, danzatrice statunitense († 2018)
- 1936 - Kent Douglas, hockeista su ghiaccio e allenatore di hockey su ghiaccio canadese († 2009)
- 1936 - Bo Farrington, giocatore di football americano statunitense († 1964)
- 1936 - Carlos Alberto Fernandes, ex tennista brasiliano
- 1936 - Vittorio Ruglioni, pittore italiano († 2003)
- 1936 - Itala Vivan, saggista e africanista italiana
- 1937 - Willy Claes, sollevatore belga († 2017)
- 1937 - Roberto Dané, produttore discografico, arrangiatore e paroliere italiano († 2003)
- 1937 - Gianfranco Pieri, ex cestista italiano
- 1938 - Giuseppe Cerutti, politico italiano
- 1938 - Stefano Munafò, dirigente d'azienda e produttore televisivo italiano
- 1938 - Riccardo Scarcia, filologo classico e latinista italiano († 2022)
- 1938 - Enrico Visani, pittore italiano
- 1938 - Gerhard Wiedemeier, ex calciatore tedesco
- 1939 - Jean Beaudin, regista, sceneggiatore e montatore canadese († 2019)
- 1939 - John Fantham, calciatore inglese († 2014)
- 1939 - Mike Farrell, attore, produttore cinematografico e attivista statunitense
- 1939 - Derrick Harriott, produttore discografico e cantante giamaicano
- 1939 - Aleksej Korneev, calciatore sovietico († 2004)
- 1939 - Franco Molè, attore, commediografo e regista italiano († 2006)
- 1939 - Angelo Montenovo, ex calciatore e allenatore di calcio italiano
- 1939 - Firmino Palmieri, fotografo italiano († 1980)
- 1939 - Jair Rodrigues, cantante e compositore brasiliano († 2014)
- 1940 - Nica Borisova, cestista bulgara († 2020)
- 1940 - Tom Brokaw, conduttore televisivo, giornalista e scrittore statunitense
- 1940 - Dan Conners, giocatore di football americano statunitense († 2019)
- 1940 - Danny Doyle, ex cestista statunitense
- 1940 - Jim Haynie, attore statunitense († 2021)
- 1940 - Russell Streiner, produttore cinematografico e attore statunitense
- 1941 - Stephen Albert, compositore statunitense († 1992)
- 1941 - Giuseppe Lorenzi, hockeista su ghiaccio italiano († 2022)
- 1941 - Luisa Mangoni, storica e scrittrice italiana († 2014)
- 1941 - Gigi Perreau, attrice statunitense
- 1941 - Carlos Ríos, cestista argentino († 2011)
- 1941 - Stefano Zappalà, politico italiano († 2018)
- 1942 - Jacques Basler, scultore svizzero
- 1942 - Will Danin, attore tedesco († 2025)
- 1942 - Fortunato Frezza, cardinale e arcivescovo cattolico italiano
- 1942 - Gabriel Núñez, calciatore messicano († 2021)
- 1942 - Jerry Schilling, produttore cinematografico statunitense
- 1942 - Valentina Antipovna Titova, attrice sovietica
- 1943 - Fabian, cantante, attore e personaggio televisivo statunitense
- 1943 - Alfredo Guzmán, ex nuotatore messicano
- 1943 - Gayle Hunnicutt, attrice statunitense († 2023)
- 1943 - Leonid Osipov, pallanuotista sovietico († 2020)
- 1943 - Francesco Sapio, politico italiano
- 1943 - Per Svensson, lottatore svedese († 2020)
- 1944 - Christine Boutin, politica francese
- 1944 - Daniela Casa, cantante e compositrice italiana († 1986)
- 1944 - Giorgio Guazzaloca, politico italiano († 2017)
- 1944 - Arne Hanssen, ex calciatore norvegese
- 1944 - Zenon Nowosz, ex velocista polacco
- 1944 - Benjaminas Zelkevičius, allenatore di calcio e ex calciatore lituano
- 1945 - Toninu Camilleri, ex calciatore maltese
- 1945 - Mišo Cebalo, scacchista croato († 2022)
- 1945 - Steven Keats, attore statunitense († 1994)
- 1945 - Bob Marley, cantautore, chitarrista e attivista giamaicano († 1981)
- 1945 - Michel Renaud, giornalista, fotografo e viaggiatore francese († 2015)
- 1945 - Heinz Stuy, ex calciatore olandese
- 1945 - Michael Tucker, attore statunitense
- 1945 - Bonnie Watson Coleman, politica statunitense
- 1945 - Lenny Williams, cantante statunitense
- 1945 - Jean Xhenceval, pilota automobilistico belga
- 1946 - Vincenzo Alaimo, politico italiano
- 1946 - Eugenio Castigliano, tennista italiano († 2012)
- 1946 - Volodymyr Dudarenko, allenatore di calcio e calciatore sovietico († 2017)
- 1946 - Richie Hayward, batterista statunitense († 2010)
- 1946 - Kate McGarrigle, cantautrice canadese († 2010)
- 1946 - Ernesto Paolillo, banchiere e dirigente sportivo italiano
- 1946 - Masatomo Taniguchi, cestista giapponese († 2021)
- 1946 - Jim Turner, politico statunitense
- 1947 - Alan Agresti, statistico statunitense
- 1947 - Tiffany Bolling, attrice statunitense
- 1947 - Mark Edward Brennan, vescovo cattolico statunitense
- 1947 - Luigi Cappanera, allenatore di calcio e ex calciatore italiano
- 1947 - Domenico Gramazio, politico, pubblicista e sindacalista italiano
- 1947 - Charles Hickcox, nuotatore statunitense († 2010)
- 1947 - Carlo Nordio, politico, saggista e ex magistrato italiano
- 1947 - Enrico Piombini, dirigente sportivo italiano
- 1947 - Daniel Yergin, saggista e economista statunitense
- 1948 - José Luis Capón, calciatore spagnolo († 2020)
- 1948 - John Gosling, tastierista britannico († 2023)
- 1948 - Claude Le Roy, allenatore di calcio e ex calciatore francese
- 1948 - Giuseppe Naro, politico italiano
- 1948 - Fiamma Nicolodi, musicologa italiana († 2021)
- 1948 - Andrea Orlandini, ex calciatore italiano
- 1948 - Shahram Shabpareh, cantautore e attore iraniano
- 1948 - Stephen Turnbull, storico e scrittore britannico
- 1948 - Giovanni Valentini, giornalista e scrittore italiano
- 1949 - Adrian Alston, allenatore di calcio e ex calciatore australiano
- 1949 - Olivier Chevallier, pilota motociclistico francese († 1980)
- 1949 - Józef Lipień, ex lottatore polacco
- 1949 - Kazimierz Lipień, lottatore polacco († 2005)
- 1949 - Maurizio Marchitelli, scenografo italiano († 2022)
- 1949 - Manuel Orantes, ex tennista spagnolo
- 1949 - Jim Sheridan, regista, sceneggiatore e produttore cinematografico irlandese
- 1950 - Hideo Azuma, fumettista giapponese († 2019)
- 1950 - Natalie Cole, cantante statunitense († 2015)
- 1950 - Rita Commisso, politica italiana
- 1950 - Timothy Dolan, cardinale e arcivescovo cattolico statunitense
- 1950 - Patrick James Dunn, vescovo cattolico neozelandese
- 1950 - René Fasel, dirigente sportivo, ex arbitro di hockey su ghiaccio e hockeista su ghiaccio svizzero
- 1950 - Alfonso Gianni, politico italiano
- 1950 - Steve Kaplan, ex cestista statunitense
- 1950 - Susumu Matsushita, fumettista e illustratore giapponese
- 1950 - Punky Meadows, chitarrista statunitense
- 1950 - Elisabetta Montaldo, costumista, artista e scrittrice italiana
- 1950 - Miguel Ángel Onzari, ex calciatore argentino
- 1950 - Paul Seymour, ex giocatore di football americano statunitense
- 1951 - Marta Bühler, ex sciatrice alpina liechtensteinese
- 1951 - Huw Lloyd-Langton, chitarrista inglese († 2012)
- 1951 - Marco Antônio, ex calciatore brasiliano
- 1951 - Franco Ordine, giornalista italiano
- 1951 - Dario Pighin, ex calciatore italiano
- 1951 - Lidia Ravera, scrittrice e giornalista italiana
- 1951 - Francesca Rigotti, filosofa e saggista italiana
- 1951 - Jiří Schelinger, musicista cecoslovacco († 1981)
- 1951 - Jacques Villeret, attore francese († 2005)
- 1951 - Kevin Whately, attore inglese
- 1951 - Marie-Christine del Belgio, principessa belga
- 1952 - Tim Blake, tastierista, compositore e cantante britannico
- 1952 - Harry Everts, pilota motociclistico belga
- 1952 - Francis Gonzalez, ex mezzofondista francese
- 1952 - Ricardo La Volpe, ex calciatore e allenatore di calcio argentino
- 1952 - Peter Tsai, ingegnere chimico taiwanese
- 1953 - Vadim Abramov, allenatore di calcio e ex calciatore uzbeko
- 1953 - Zoran Filipović, allenatore di calcio e ex calciatore montenegrino
- 1953 - Mariella Lo Giudice, attrice italiana († 2011)
- 1953 - James Patrick Powers, vescovo cattolico statunitense
- 1953 - Brian Simpson, politico britannico
- 1953 - Phil Snyder, attore e doppiatore statunitense
- 1953 - Charles Thomson, artista e poeta britannico
- 1953 - Nando Vitali, scrittore e critico letterario italiano
- 1953 - Andy West, bassista statunitense
- 1954 - Ivano Corvi, ex sciatore alpino italiano
- 1954 - Costică Dafinoiu, pugile rumeno († 2022)
- 1954 - Tadeusz Grygiel, cestista polacco († 2022)
- 1954 - Érik Izraelewicz, giornalista francese († 2012)
- 1954 - Heikki Kasko, ex cestista finlandese
- 1954 - Juan Domingo de la Cruz, ex cestista argentino
- 1955 - Franco Colomba, ex calciatore e allenatore di calcio italiano
- 1955 - Paolo De Giovanni, allenatore di calcio e ex calciatore italiano
- 1955 - Avraham Grant, allenatore di calcio israeliano
- 1955 - John Kuester, ex cestista e allenatore di pallacanestro statunitense
- 1955 - Barbara Lazotti, soprano, musicologa e musicista italiana
- 1955 - Volodymyr Lozyns'kyj, calciatore e allenatore di calcio sovietico († 2020)
- 1955 - Giampaolo Marinoni, pilota motociclistico e poliziotto italiano († 1986)
- 1955 - Marc Mimram, architetto francese
- 1955 - Eric Money, ex cestista statunitense
- 1955 - Antonello Padovano, sceneggiatore, regista e produttore cinematografico italiano
- 1955 - Michael Pollan, giornalista e saggista statunitense
- 1956 - Roberto Bernabai, giornalista e conduttore televisivo italiano
- 1956 - Peppe Lanzetta, drammaturgo, attore e scrittore italiano
- 1956 - Natal'ja Liničuk, ex danzatrice su ghiaccio sovietica
- 1956 - Roberto Meneguzzo, imprenditore italiano
- 1956 - Guido Van Calster, dirigente sportivo, ex ciclista su strada e ciclocrossista belga
- 1956 - Jon Walmsley, attore, cantautore e polistrumentista britannico
- 1957 - Daniela Alfonzi, politica italiana
- 1957 - Mercedes Castillo, ex cestista spagnola
- 1957 - Kathy Najimy, attrice e doppiatrice statunitense
- 1957 - Claude Onesta, allenatore di pallamano, ex pallamanista e dirigente sportivo francese
- 1957 - Simon Phillips, batterista britannico
- 1957 - Ferenc Snétberger, chitarrista ungherese
- 1957 - Robert Townsend, attore, regista e sceneggiatore statunitense
- 1958 - Cecily Adams, attrice televisiva statunitense († 2004)
- 1958 - Luigi Alfano, allenatore di calcio e ex calciatore italiano
- 1958 - Dagobert Dang, ex calciatore camerunese
- 1958 - Emilia De Biasi, politica italiana († 2021)
- 1958 - Claudio Gustavino, politico italiano
- 1958 - Melo Mafali, pianista e compositore italiano († 2021)
- 1958 - Barry Miller, attore statunitense
- 1958 - Frederik Ndoci, cantante albanese
- 1959 - Hector Martignon, pianista e compositore colombiano
- 1959 - Rachid Taoussi, allenatore di calcio e ex calciatore marocchino
- 1960 - Akinwumi Adesina, politico nigeriano
- 1960 - Edward Banach, ex lottatore statunitense
- 1960 - Lou Banach, ex lottatore statunitense
- 1960 - Sergio Biaggi, ex cestista e allenatore di pallacanestro italiano
- 1960 - Tonio Dell'Olio, presbitero e giornalista italiano
- 1960 - Megan Gallagher, attrice statunitense
- 1960 - Giuseppe Mastini, criminale italiano
- 1960 - Jeff Pezzati, musicista statunitense
- 1960 - Gabriele Savino, ex calciatore italiano
- 1960 - Harry Thompson, scrittore, produttore televisivo e commediografo inglese († 2005)
- 1961 - Florence Aubenas, giornalista francese
- 1961 - André Bakker, ex giocatore di calcio a 5 olandese
- 1961 - Bernd Dittert, ex ciclista su strada e pistard tedesco
- 1961 - Malu Dreyer, politica tedesca
- 1961 - Steven Eckholdt, attore statunitense
- 1961 - Yūko Kobayashi, doppiatrice giapponese
- 1961 - Luo Yihe, poeta e critico letterario cinese († 1989)
- 1961 - Jurij Ivanovič Onufrienko, cosmonauta ucraino
- 1961 - Petra Priemer, ex nuotatrice tedesca orientale
- 1961 - Titus Seo Sang-Bum, vescovo cattolico e militare sudcoreano
- 1962 - Pietro Alesi, carabiniere italiano
- 1962 - António Antunes, scacchista portoghese
- 1962 - Liselotte Backner, ex cestista svedese
- 1962 - Maurizio Bradaschia, architetto italiano
- 1962 - Corrina Cordzt, ex cestista neozelandese
- 1962 - Massimo Giannini, giornalista, saggista e opinionista italiano
- 1962 - Stauros Lamprinidīs, politico greco
- 1962 - Geir Mediås, ex calciatore norvegese
- 1962 - Axl Rose, cantautore e polistrumentista statunitense
- 1962 - Jilani Saadi, regista tunisino
- 1962 - Adam Simon, regista e sceneggiatore statunitense
- 1963 - Josep Maria Bartomeu, imprenditore e dirigente sportivo spagnolo
- 1963 - Mario Cinque, generale e funzionario italiano
- 1963 - Debra Granik, regista, sceneggiatrice e direttrice della fotografia statunitense
- 1963 - Andrea Marcon, clavicembalista, organista e direttore d'orchestra italiano
- 1963 - Cláudia Ohana, attrice brasiliana
- 1963 - Paul Tobias, chitarrista statunitense
- 1963 - David Vanole, allenatore di calcio, calciatore e giocatore di calcio a 5 statunitense († 2007)
- 1963 - Jukka Ylipulli, combinatista nordico finlandese
- 1964 - Reinhard Alber, ex pistard tedesco
- 1964 - Laurent Cabannes, ex rugbista a 15 francese
- 1964 - Simonetta Cerrini, storica italiana
- 1964 - Mladen Karoglan, ex calciatore croato
- 1964 - Tulio Pellegrinelli, motociclista italiano
- 1964 - Germana Sperotto, ex fondista italiana
- 1964 - Andrej Petrovič Zvjagincev, attore e regista russo
- 1965 - Patrick Aussems, allenatore di calcio e ex calciatore belga
- 1965 - Lyle Ashton Harris, artista statunitense
- 1965 - Piotr Kozłowski, attore, doppiatore e direttore del doppiaggio polacco
- 1965 - Simone Lahbib, attrice britannica
- 1965 - Giuliano Sartoni, karateka e pilota motociclistico italiano
- 1965 - Jan Svěrák, regista ceco
- 1966 - Ramón Álvarez, giocatore di calcio a 5 argentino
- 1966 - Rick Astley, cantautore britannico
- 1966 - Carlo Doria, politico italiano
- 1966 - Larry Grenadier, contrabbassista statunitense
- 1966 - Ingo Lesser, ex saltatore con gli sci tedesco
- 1966 - Shim Hye-jin, attrice sudcoreana
- 1966 - Alexander Szelig, bobbista tedesco
- 1966 - Tom Tupa, ex giocatore di football americano statunitense
- 1967 - Anita Cochran, cantautrice, produttrice discografica e chitarrista statunitense
- 1967 - Enrico Deregibus, giornalista, scrittore e direttore artistico italiano
- 1967 - Vladimir Frolov, generale russo († 2022)
- 1967 - Vladimir Gruzdev, politico e imprenditore russo
- 1967 - Marco Mazzoli, ex calciatore italiano
- 1967 - Zard, cantante giapponese († 2007)
- 1968 - Piergiorgio Bontempi, pilota motociclistico italiano
- 1968 - Lady of Rage, rapper e attrice statunitense
- 1968 - Patrick Lemarié, pilota automobilistico francese
- 1968 - Roberto Onofri, conduttore televisivo, autore televisivo e disc jockey italiano
- 1968 - Boris Preti, ex ginnasta italiano
- 1968 - Deni Qaysumov, ex calciatore azero
- 1968 - José Antonio Satué Huerto, vescovo cattolico spagnolo
- 1968 - Santa Scorese, italiana († 1991)
- 1968 - Elke Sleurs, politica belga
- 1968 - Adolfo Valencia, ex calciatore colombiano
- 1968 - Akira Yamaoka, polistrumentista e compositore giapponese
- 1969 - Scott Amendola, batterista statunitense
- 1969 - Massimo Busacca, ex arbitro di calcio svizzero
- 1969 - Geert Chatrou, musicista olandese
- 1969 - Angelo Citracca, dirigente sportivo e ex ciclista su strada italiano
- 1969 - Riccardo Dei Rossi, ex canottiere italiano
- 1969 - Masaharu Fukuyama, cantautore e produttore discografico giapponese
- 1969 - Daniel Lind Lagerlöf, regista svedese († 2011)
- 1969 - Jerome Harmon, ex cestista statunitense
- 1969 - David Hayter, attore, doppiatore e sceneggiatore statunitense
- 1969 - Gabriela Mróz, ex cestista polacca
- 1969 - Tim Sherwood, allenatore di calcio e ex calciatore inglese
- 1969 - Shūta Sonoda, ex calciatore giapponese
- 1969 - Jacques Stas, ex cestista, allenatore di pallacanestro e dirigente sportivo belga
- 1969 - Alessandra Todde, politica italiana
- 1969 - Takeshi Yonezawa, ex calciatore giapponese
- 1970 - Anatolij Bibilov, generale e politico georgiano
- 1970 - Stig-Are Eriksen, ex biatleta norvegese
- 1970 - Roberta Farinelli, nuotatrice artistica italiana
- 1970 - Per Frandsen, allenatore di calcio e ex calciatore danese
- 1970 - Patrice Loko, ex calciatore francese
- 1970 - Ricardo Lunari, allenatore di calcio e ex calciatore argentino
- 1970 - Gabriella Monteduro, ex pattinatrice di short track italiana
- 1970 - Afshin Peyrovani, allenatore di calcio e ex calciatore iraniano
- 1970 - Josif Printezis, arcivescovo cattolico greco
- 1970 - Maurizio Rapotec, attore italiano
- 1970 - Jeff Rouse, ex nuotatore statunitense
- 1970 - Francesco Ubertini, ingegnere italiano
- 1970 - Juan Viedma Castillo, ex atleta paralimpico spagnolo
- 1970 - Kitty Yung, attrice pornografica statunitense († 2004)
- 1970 - Armando del Río, attore e regista spagnolo
- 1971 - Lance Bade, ex tiratore a volo statunitense
- 1971 - Guido Catalano, scrittore e poeta italiano
- 1971 - Lassina Dao, ex calciatore ivoriano
- 1971 - Enrico Dusio, attore italiano
- 1971 - Mana Endō, ex tennista giapponese
- 1971 - Jérôme Foulon, allenatore di calcio e ex calciatore francese
- 1971 - Vito Grieco, allenatore di calcio e ex calciatore italiano
- 1971 - José María Jiménez, ciclista su strada spagnolo († 2003)
- 1971 - Carlos Payano, ex cestista dominicano
- 1971 - Carlos Rogers, ex cestista statunitense
- 1971 - Brian Stepanek, comico e attore statunitense
- 1971 - Simon Stephens, drammaturgo britannico
- 1972 - Stefano Bettarini, personaggio televisivo e ex calciatore italiano
- 1972 - Roberto Calcaterra, pallanuotista italiano
- 1972 - Barbara Fusar Poli, ex danzatrice su ghiaccio italiana
- 1972 - Cristian Mayer, ex cestista e dirigente sportivo italiano
- 1972 - Lucrecia Pérez, attrice e cantante cubana
- 1972 - Shawn Respert, ex cestista e allenatore di pallacanestro statunitense
- 1972 - Dave Tuttle, allenatore di calcio e ex calciatore inglese
- 1972 - Ramón de Quintana, allenatore di calcio e ex calciatore spagnolo
- 1973 - Valentina Carnelutti, attrice, regista e doppiatrice italiana
- 1973 - Eberg, musicista e cantante islandese
- 1973 - Ivan Foschi, politico sammarinese
- 1973 - Frances Hardinge, scrittrice britannica
- 1973 - Vladimir Ivanov Ivanov, ex calciatore bulgaro
- 1973 - Erki Kivinukk, ex cestista estone
- 1973 - Michael Makar, ex sciatore alpino statunitense
- 1973 - Lucy Nethsingha, politica britannica
- 1973 - Paul Nunnari, atleta paralimpico australiano
- 1973 - Nicolae Papuc, ex pentatleta rumeno
- 1973 - Gabriela Potorac, ex ginnasta rumena
- 1973 - Miroslav Radošević, ex cestista e allenatore di pallacanestro serbo
- 1973 - Mass Sarr, ex calciatore liberiano
- 1973 - Ian Scott, attore pornografico francese
- 1973 - Aleš Valenta, ex sciatore freestyle ceco
- 1974 - Jorge Aizkorreta, ex calciatore spagnolo
- 1974 - Zlatko Bolić, ex cestista serbo
- 1974 - Jason Cruz, cantante statunitense
- 1974 - Marianna De Micheli, attrice e scrittrice italiana
- 1974 - Lars Engebråten, ex calciatore norvegese
- 1974 - Daniel Herbert, ex rugbista a 15 e dirigente sportivo australiano
- 1974 - Olaf Lindenbergh, ex calciatore olandese
- 1974 - Serge Mimpo, allenatore di calcio e ex calciatore camerunese
- 1974 - Lello Musella, attore, cabarettista e cantautore italiano
- 1974 - Javi Navarro, ex calciatore spagnolo
- 1974 - Javier Payeras, poeta, romanziere e saggista guatemalteco
- 1974 - Luz Rivas, politica statunitense
- 1974 - Silke, attrice spagnola
- 1974 - Martino Traversa, allenatore di calcio e ex calciatore italiano
- 1974 - Nikos Vetoulas, allenatore di pallacanestro e ex cestista greco
- 1974 - Hiroyuki Yoshino, doppiatore giapponese
- 1975 - Naomi Grossman, attrice e scrittrice statunitense
- 1975 - Brett Hawke, ex nuotatore australiano
- 1975 - Mikhaël Hers, regista e sceneggiatore francese
- 1975 - Leo Insam, hockeista su ghiaccio italiano († 2023)
- 1975 - Tomoko Kawase, cantante giapponese
- 1975 - Aleksandr Maletin, ex pugile russo
- 1975 - Rebecca Shoichet, doppiatrice e cantante canadese
- 1975 - Jet Tila, cuoco, imprenditore e personaggio televisivo statunitense
- 1975 - Lavinia Șandru, politica, giornalista e attrice romena
- 1976 - Marie Cavallier, principessa francese
- 1976 - Sebastiàn De La Fuente, allenatore di calcio argentino
- 1976 - Tanja Frieden, ex snowboarder svizzera
- 1976 - Jake Gibb, giocatore di beach volley statunitense
- 1976 - James Hiroyuki Liao, attore statunitense
- 1976 - Luisa Marchio, allenatrice di calcio e ex calciatrice italiana
- 1976 - Riccardo Pasini, produttore televisivo e autore televisivo italiano
- 1976 - Robert Roselia, ex pugile francese
- 1976 - Maria Simon, attrice e musicista tedesca
- 1976 - Michele Strazzabosco, ex hockeista su ghiaccio italiano
- 1976 - Solange Witteveen, ex altista argentina
- 1976 - Tim Young, ex cestista statunitense
- 1976 - Kim Zmeskal, allenatrice di ginnastica artistica e ex ginnasta statunitense
- 1977 - Mohamed Abdel Monsef, ex calciatore egiziano
- 1977 - Adel Al-Anezi, calciatore kuwaitiano
- 1977 - Brendan Boyle, politico statunitense
- 1977 - Tanja Dexters, modella belga
- 1977 - Jason Euell, allenatore di calcio e ex calciatore britannico
- 1977 - Andrej Kolesnikov, generale russo
- 1977 - Pasquale Manfredi, mafioso italiano
- 1977 - Mitja Petkovšek, ex ginnasta sloveno
- 1977 - Josh Stewart, attore statunitense
- 1978 - Vladimir Anzulović, allenatore di pallacanestro e ex cestista croato
- 1978 - Denis Bojarincev, allenatore di calcio e ex calciatore russo
- 1978 - Anis Boujelbene, ex calciatore tunisino
- 1978 - Martín Enríquez, ex giocatore di calcio a 5 argentino
- 1978 - Tore Hansen, arbitro di calcio norvegese
- 1978 - Jeon Mi-ra, ex tennista sudcoreana
- 1978 - Christine Keshen, giocatrice di curling canadese
- 1978 - Olena Zelens'ka, scrittrice, architetta e sceneggiatrice ucraina
- 1978 - Gabriele Lopez, doppiatore, direttore del doppiaggio e musicista italiano
- 1978 - Pasquale Maglione, politico italiano
- 1978 - Emmanuel Misichili, ex calciatore zambiano
- 1978 - Yael Naim, cantautrice israeliana
- 1978 - Malaya Rivera Drew, attrice statunitense
- 1978 - Gareth Roberts, ex calciatore gallese
- 1978 - Rustam Saidov, ex pugile uzbeko
- 1978 - André Sinédo, calciatore francese († 2022)
- 1978 - Marcelo Sosa, ex calciatore uruguaiano
- 1978 - Peter Vagenas, ex calciatore statunitense
- 1979 - Volodymyr Bileka, ciclista su strada ucraino
- 1979 - Ivan Bošnjak, ex calciatore croato
- 1979 - Dan Bălan, cantante, produttore discografico e compositore moldavo
- 1979 - Nicola Drocco, ex skeletonista italiano
- 1979 - Helena Erbenová, ex fondista e triatleta ceca
- 1979 - Giōrgos Kazantzīs, ex calciatore greco
- 1979 - Stipe Matić, ex calciatore croato
- 1979 - Pablo Orbaiz, ex calciatore spagnolo
- 1979 - Reentko Dirks, chitarrista, percussionista e compositore tedesco
- 1979 - Natal'ja Safronova, ex pallavolista russa
- 1979 - Alice Weidel, politica tedesca
- 1979 - Doaa el-Adl, vignettista egiziana
- 1980 - Nicolás Cabré, attore argentino
- 1980 - Ludovic Delporte, ex calciatore francese
- 1980 - Maria Chiara Gadda, politica italiana
- 1980 - Víctor García Guadarrama, allenatore di pallacanestro spagnolo
- 1980 - James Gibson, ex nuotatore britannico
- 1980 - Ben Lawson, attore australiano
- 1980 - Carlos Lobatón, ex calciatore peruviano
- 1980 - Mamiko Noto, attrice, doppiatrice e cantante giapponese
- 1980 - Esrom Nyandoro, ex calciatore zimbabwese
- 1980 - Konnor, wrestler statunitense
- 1980 - Ol'ha Partala, ex schermitrice ucraina
- 1980 - Coki Ramírez, cantante, modella e attrice argentina
- 1980 - Sažid Sažidov, ex lottatore russo
- 1980 - Stanislav Žekov, ex calciatore bulgaro
- 1981 - Samuele Dalla Bona, ex calciatore italiano
- 1981 - Alan Gagloev, politico georgiano
- 1981 - Ciro Guerra, regista e sceneggiatore colombiano
- 1981 - Andy Hilbert, ex hockeista su ghiaccio statunitense
- 1981 - Jens Lekman, cantautore e musicista svedese
- 1981 - Luis García Fernández, allenatore di calcio e ex calciatore spagnolo
- 1982 - Whitney Able, attrice statunitense
- 1982 - Thiago Arancam, tenore brasiliano
- 1982 - Nicholas Audsley, attore britannico
- 1982 - Inez Bjørg David, attrice danese
- 1982 - Valeria Canella, lunghista italiana
- 1982 - Bojan Đorđić, ex calciatore svedese
- 1982 - Jade Edmistone, nuotatrice australiana
- 1982 - Alice Eve, attrice britannica
- 1982 - Juan Maldonado Jaimez Júnior, ex calciatore brasiliano
- 1982 - Kanako Spendlove, sincronetta giapponese
- 1982 - Alain Nef, allenatore di calcio e ex calciatore svizzero
- 1982 - Andrea Pallaoro, regista cinematografico e sceneggiatore italiano
- 1982 - Elise Ray, ex ginnasta statunitense
- 1982 - Tank, cantautore e musicista taiwanese
- 1982 - Lieke van Lexmond, attrice, modella e conduttrice televisiva olandese
- 1982 - Lilija Čanyševa, politica russa
- 1983 - Anderson Marques, ex calciatore brasiliano
- 1983 - Melrose Bickerstaff, modella e stilista statunitense
- 1983 - Michael Christensen, ex calciatore danese
- 1983 - Keila Costa, triplista e lunghista brasiliana
- 1983 - Brodie Croyle, ex giocatore di football americano statunitense
- 1983 - Dimas Delgado, allenatore di calcio e ex calciatore spagnolo
- 1983 - Pavel Englický, cestista ceco
- 1983 - Branko Ilič, ex calciatore sloveno
- 1983 - Carlos Marques, ex calciatore portoghese
- 1983 - Roman Orešnikov, bobbista russo
- 1983 - Laura Rendina, multiplista italiana
- 1983 - Michael Robinson, ex giocatore di football americano statunitense
- 1983 - Elisabetta Sancassani, canottiera italiana
- 1983 - Federico Turienzo, ex calciatore argentino
- 1984 - Darren Bent, ex calciatore inglese
- 1984 - Julija Čekalëva, fondista russa
- 1984 - Darío Flores, ex calciatore uruguaiano
- 1984 - Brandon Hammond, attore statunitense
- 1984 - Piret Järvis, musicista e cantante estone
- 1984 - Kathrin Klaas, martellista tedesca
- 1984 - Daisy Marie, ex attrice pornografica statunitense
- 1984 - Francesca Perini, attrice italiana
- 1984 - Sebastian Ruthenberg, giocatore di poker tedesco
- 1984 - Julie Taton, modella belga
- 1984 - Antoine Wright, ex cestista statunitense
- 1985 - Andrés Arauz, politico e economista ecuadoriano
- 1985 - Lamin Colley, ex calciatore gambiano
- 1985 - Fallulah, cantautrice danese
- 1985 - Guan Zhen, ex calciatore cinese
- 1985 - Giovanni Guidi, pianista e compositore italiano
- 1985 - Hiroaki Hiraoka, judoka giapponese
- 1985 - Kris Humphries, ex cestista statunitense
- 1985 - Joji Kato, pattinatore di velocità su ghiaccio giapponese
- 1985 - Sanne Keizer, giocatrice di beach volley olandese
- 1985 - Brad Knighton, ex calciatore statunitense
- 1985 - Marco Marsullo, scrittore italiano
- 1985 - Vitalij Minakov, artista marziale misto e judoka russo
- 1985 - Nguyễn Vũ Phong, calciatore vietnamita
- 1985 - Olberdam, ex calciatore brasiliano
- 1985 - Prinzzess, ex attrice pornografica statunitense
- 1985 - Franco Razzotti, ex calciatore argentino
- 1985 - Crystal Reed, attrice statunitense
- 1985 - Trygve Skaug, cantante norvegese
- 1985 - Hans Tikkanen, scacchista svedese
- 1985 - Yang Yu, nuotatrice cinese
- 1986 - Vincenzo Alfieri, attore, regista e sceneggiatore italiano
- 1986 - Jamaal Anderson, ex giocatore di football americano statunitense
- 1986 - Everard Bartlett, ex cestista neozelandese
- 1986 - Adelina De Soccio, ex mezzofondista italiana
- 1986 - Dane DeHaan, attore statunitense
- 1986 - Tarek El Ali, calciatore libanese
- 1986 - Luca Fiamenghi, attore e conduttore televisivo italiano
- 1986 - Anthony Gerrard, ex calciatore inglese
- 1986 - Alice Greczyn, attrice e modella statunitense
- 1986 - Bruno Guarda, ex calciatore brasiliano
- 1986 - Sopho Nizharadze, cantante e attrice georgiana
- 1986 - Eva Nývltová, ex fondista e maratoneta ceca
- 1986 - Michele Paolucci, dirigente sportivo, allenatore di calcio e ex calciatore italiano
- 1986 - Nik Raivio, cestista statunitense
- 1986 - Carlos Sánchez, ex calciatore colombiano
- 1986 - Mathew Tait, ex rugbista a 15 britannico
- 1986 - Ivo Vazgeč, ex calciatore svedese
- 1986 - Yunho, cantante, cantautore e attore sudcoreano
- 1987 - Khaibar Amani, calciatore afghano
- 1987 - Esther Baron, nuotatrice francese
- 1987 - Zvonko Buljan, cestista croato
- 1987 - Lisa Dahlkvist, calciatrice svedese
- 1987 - Gonzalo Sebastián García, calciatore argentino
- 1987 - Hayato Ichihara, attore giapponese
- 1987 - Jim Johansen, calciatore norvegese
- 1987 - Krzysztof Król, ex calciatore polacco
- 1987 - Jackson Mwanza, calciatore zambiano
- 1987 - Olga Ovtchinnikova, schermitrice russa
- 1987 - Marc Pedraza, ex calciatore spagnolo
- 1987 - Brandis Raley-Ross, cestista statunitense
- 1987 - Natalia Reyes, attrice colombiana
- 1987 - Baldeep Singh, calciatore indiano
- 1987 - Sarah Stork, attrice tedesca
- 1987 - Cristián Suárez, calciatore cileno
- 1987 - Orhan Taşdelen, ex calciatore turco
- 1987 - Nina Tikkinen, hockeista su ghiaccio finlandese
- 1988 - Adilet Davlumbayev, lottatore kazako
- 1988 - Anna Diop, attrice senegalese
- 1988 - Nothando Dube, regina († 2019)
- 1988 - Berkan Emir, calciatore turco
- 1988 - Nicolás Furtado, attore uruguaiano
- 1988 - Rami Ibrahim, cestista egiziano
- 1988 - Franco Lazzaroni, ex calciatore argentino
- 1988 - Musa Moguškov, judoka russo
- 1988 - Sofien Moussa, ex calciatore tunisino
- 1988 - Richard Salinas, calciatore paraguaiano
- 1988 - Juan Carlos Silva, ex calciatore messicano
- 1988 - Bahar Toksoy, pallavolista turca
- 1989 - Tamara Abalde, ex cestista spagnola
- 1989 - Alena Amjaljusik, ciclista su strada e pistard bielorussa
- 1989 - Oleg Andronic, ex calciatore moldavo
- 1989 - Sophie Bennett, attrice e cantante canadese
- 1989 - Craig Cathcart, ex calciatore nordirlandese
- 1989 - Tobias Englund, calciatore svedese
- 1989 - Jonny Flynn, ex cestista statunitense
- 1989 - Gemma Forsyth, attrice australiana
- 1989 - Ismail Isa, calciatore bulgaro
- 1989 - Oksana Mazourik, inventrice, imprenditrice e conduttrice televisiva svizzera
- 1989 - Eloy Room, calciatore olandese
- 1989 - Paride Saccoia, ex pallanuotista italiano
- 1989 - Manuel Schäffler, calciatore tedesco
- 1989 - Marat Shahmetov, calciatore kazako
- 1989 - Armin Triendl, ex sciatore alpino austriaco
- 1990 - Georgia, cantautrice e produttrice discografica britannica
- 1990 - Theerathon Bunmathan, calciatore tailandese
- 1990 - Mike Byrne, batterista statunitense
- 1990 - Marcelo Carné, calciatore brasiliano
- 1990 - Ode Fulutudilu, calciatrice sudafricana
- 1990 - Christina Geiger, ex sciatrice alpina tedesca
- 1990 - Adam Henrique, hockeista su ghiaccio canadese
- 1990 - Jermaine Kearse, ex giocatore di football americano statunitense
- 1990 - Li Yanmei, triplista cinese
- 1990 - Magali Mendy, cestista francese
- 1990 - Marian Pleașcă, calciatore rumeno
- 1990 - Jacquizz Rodgers, giocatore di football americano statunitense
- 1990 - Fredrik Semb Berge, calciatore norvegese
- 1990 - Dominic Sherwood, attore e modello britannico
- 1990 - Jibon Singh, ex calciatore indiano
- 1990 - Tim Weber, ex hockeista su ghiaccio svizzero
- 1990 - C.J. Williams, cestista statunitense
- 1990 - Jonathan Zacaría, calciatore argentino
- 1991 - Poliana Barbosa Medeiros, calciatrice brasiliana
- 1991 - Riccardo Bugari, pattinatore di velocità in-line e pattinatore di velocità su ghiaccio italiano
- 1991 - Massimiliano Ferraro, velocista italiano
- 1991 - Maxi Iglesias, attore e modello spagnolo
- 1991 - Yashir Islame, calciatore cileno
- 1991 - Aleksandar Katai, calciatore serbo
- 1991 - Thomas McNamara, calciatore statunitense
- 1991 - Serkan Menteşe, cestista turco
- 1991 - Gledi Mici, calciatore albanese
- 1991 - Oliver Petrak, calciatore croato
- 1991 - Santiago Scala, cestista argentino
- 1991 - Andrea Tonoli, compositore, pianista e polistrumentista italiano
- 1991 - Lukas Van Eenoo, calciatore belga
- 1991 - Lucas Veronese, ex calciatore francese
- 1991 - Eva Wacanno, ex tennista olandese
- 1991 - Carina Wenninger, calciatrice austriaca
- 1991 - Michael Wenzl, ex cestista tedesco
- 1991 - Zhang Mengxue, tiratrice a segno cinese
- 1991 - Perica Šare, calciatore croato
- 1992 - Travis Coons, giocatore di football americano statunitense
- 1992 - Dai Jun, nuotatore cinese
- 1992 - Dodô, calciatore brasiliano
- 1992 - Theodōra Drakou, nuotatrice greca
- 1992 - Dylan Efron, attore statunitense
- 1992 - Nora Fatehi, attrice e ballerina canadese
- 1992 - Bogdan Gavrilă, calciatore rumeno
- 1992 - Michalīs Giannitsīs, calciatore greco
- 1992 - Solomon K'virk'velia, calciatore georgiano
- 1992 - Eva Lubbers, velocista olandese
- 1992 - Jorge López, pallavolista portoricano
- 1992 - Maurício Antônio, calciatore brasiliano
- 1992 - Víctor Mañón, calciatore messicano
- 1992 - Wellington Nem, calciatore brasiliano
- 1992 - Mahatma Otoo, ex calciatore ghanese
- 1992 - Diego Polenta, ex calciatore uruguaiano
- 1992 - Brandon Shell, giocatore di football americano statunitense
- 1992 - Marco Tizza, ciclista su strada italiano
- 1992 - Angélique Trinquier, ex nuotatrice monegasca
- 1992 - Oleg Šalaev, calciatore russo
- 1993 - Slavik Alxasov, calciatore azero
- 1993 - Ely Esterilla, calciatore ecuadoriano
- 1993 - Franco Fragapane, calciatore argentino
- 1993 - Taylor Gregory, allenatore di pallavolo e ex pallavolista statunitense
- 1993 - Jonas Heymans, calciatore belga
- 1993 - Tróndur Jensen, calciatore faroese
- 1993 - Kim Bo-reum, pattinatrice di velocità su ghiaccio sudcoreana
- 1993 - Andrea Magrassi, calciatore italiano
- 1993 - Pier Paolo Partenio, pallavolista italiano
- 1993 - Nemanja Radoja, calciatore serbo
- 1993 - Marko Radonjić, ex cestista serbo
- 1993 - Teresa Scanlan, modella statunitense
- 1993 - Tinashe, cantante, ballerina e attrice statunitense
- 1993 - Robin Tranberg, calciatore svedese
- 1994 - Eliseu Cassamá, calciatore guineense
- 1994 - Vetle Dragsnes, calciatore norvegese
- 1994 - Charlie Heaton, attore britannico
- 1994 - Moses Ingram, attrice statunitense
- 1994 - Christopher Latham, pistard, ciclista su strada e paraciclista britannico
- 1994 - Liridon Latifi, calciatore albanese
- 1994 - Mie Leth Jans, calciatrice danese
- 1994 - Ariel Mortman, attrice statunitense
- 1994 - Petr Nerad, calciatore ceco
- 1994 - Joakim Nilsson, calciatore svedese
- 1994 - Serhij Nykyforov, lunghista ucraino
- 1994 - Norman Peyretti, calciatore francese
- 1994 - Ġowkas Poġosyan, ex calciatore armeno
- 1994 - Davy Roef, calciatore belga
- 1994 - João Teixeira, calciatore portoghese
- 1994 - Dudu Twito, calciatore israeliano
- 1994 - Ivan Enin, calciatore russo
- 1994 - İbrahim Yılmaz, calciatore turco
- 1994 - Ezequiel Ávila, calciatore argentino
- 1995 - Agustín Cáffaro, cestista argentino
- 1995 - Zack Collins, giocatore di baseball statunitense
- 1995 - Enzo Crivelli, calciatore francese
- 1995 - Brandon Goodwin, cestista statunitense
- 1995 - Leon Goretzka, calciatore tedesco
- 1995 - Jorrit Hendrix, calciatore olandese
- 1995 - Ville Husso, hockeista su ghiaccio finlandese
- 1995 - Damian Jeszke, cestista polacco
- 1995 - Zsófia Kónya, pattinatrice di short track ungherese
- 1995 - Jacqueline Lölling, skeletonista tedesca
- 1995 - Sam McQueen, ex calciatore inglese
- 1995 - Philéas Pasqualini, giocatore di football americano e taekwondoka francese
- 1995 - Suad Sahiti, calciatore kosovaro
- 1995 - Álex Serrano, calciatore spagnolo
- 1995 - Justs Sirmais, cantante lettone
- 1995 - Eric Stuteville, ex cestista statunitense
- 1995 - Nyck de Vries, pilota automobilistico olandese
- 1996 - Pablo Adorno, calciatore paraguaiano
- 1996 - Silviu Balaure, calciatore rumeno
- 1996 - Florian Finke, giocatore di football americano tedesco
- 1996 - Dominique Guidi, calciatore francese
- 1996 - Justin Kohajda, cestista belga
- 1996 - Kevon Looney, cestista statunitense
- 1996 - Iago Maidana, calciatore brasiliano
- 1996 - Maksim Majrovič, calciatore russo
- 1996 - Bilel Mejri, calciatore tunisino
- 1996 - Justina Mikulskytė, tennista lituana
- 1996 - Marie-Michelle Milapie, cestista francese
- 1996 - Meike Pfister, ex sciatrice alpina tedesca
- 1996 - Liadagmis Povea, triplista cubana
- 1996 - Michele Rocca, calciatore italiano
- 1996 - Kenza Tazi, ex sciatrice alpina marocchina
- 1996 - Kateřina Valková, pallavolista ceca
- 1997 - Beatrice Abati, calciatrice italiana
- 1997 - Jonás Acevedo, calciatore argentino
- 1997 - Jessie Bates III, giocatore di football americano statunitense
- 1997 - Martina Ceccarelli, calciatrice italiana
- 1997 - Gabriel Fuentes, calciatore colombiano
- 1997 - Diogo Gonçalves, calciatore portoghese
- 1997 - Bryan Heynen, calciatore belga
- 1997 - Jannes Horn, calciatore tedesco
- 1997 - Donte Jackson, giocatore di football americano statunitense
- 1997 - Hamza Adnan-Karim, taekwondoka tedesco
- 1997 - Jason Kerr, calciatore scozzese
- 1997 - Herlin Lino, calciatore ecuadoriano
- 1997 - Krisztián Manhercz, pallanuotista ungherese
- 1997 - Cristian Jesús Martínez, calciatore panamense
- 1997 - Collin Morikawa, golfista statunitense
- 1997 - Nicklas Nielsen, pilota automobilistico danese
- 1997 - Álex Petxarroman, calciatore spagnolo
- 1997 - Momčilo Rašo, calciatore montenegrino
- 1997 - Carlos Ribera, calciatore boliviano
- 1997 - Djibril Sow, calciatore svizzero
- 1997 - Etienne Sticher, giocatore di football americano svizzero
- 1997 - Casper Stornes, triatleta norvegese
- 1997 - Evelyne Viens, calciatrice canadese
- 1998 - Daniel Aguilar, calciatore messicano
- 1998 - Francis Cann, calciatore ghanese
- 1998 - Žiga Frelih, calciatore sloveno
- 1998 - Luis Iberico, calciatore peruviano
- 1998 - Ryōtarō Itō, calciatore giapponese
- 1998 - Kim Jae-woo, calciatore sudcoreano
- 1998 - David Long, giocatore di football americano statunitense
- 1998 - Ignacio Neira, calciatore uruguaiano
- 1998 - Ide Schelling, ciclista su strada olandese
- 1998 - Dillon Stoner, giocatore di football americano statunitense
- 1999 - Leonel Ateba, calciatore camerunese
- 1999 - Oleksij Chachl'ov, calciatore ucraino
- 1999 - Samir Chergui, calciatore francese
- 1999 - Albina, cantante croata
- 1999 - Adiaratou Iglesias Forneiro, atleta paralimpica spagnola
- 1999 - Jonathan Jones, velocista barbadiano
- 1999 - Franco Muñoz, calciatore uruguaiano
- 1999 - Tomiwa Oyewo, giocatore di football americano nigeriano
- 1999 - Marco Saravia, calciatore peruviano
- 1999 - Evgenij Tatarinov, calciatore russo
- 1999 - Martin Urianstad, ciclista su strada norvegese
- 2000 - Nelson Deossa, calciatore colombiano
- 2000 - Conor Gallagher, calciatore inglese
- 2000 - Alicia Hoskin, canoista neozelandese
- 2000 - Dario Kolobarić, calciatore sloveno
- 2000 - Nico Mantl, calciatore tedesco
- 2000 - Jørgen Strand Larsen, calciatore norvegese
- 2000 - Sydney van Hooijdonk, calciatore olandese

## XXI secolo(39)
- 2001 - Agustín Amado, calciatore uruguaiano
- 2001 - Kristián Bari, calciatore slovacco
- 2001 - Natan Bernardo de Souza, calciatore brasiliano
- 2001 - Fisayo Dele-Bashiru, calciatore nigeriano
- 2001 - Nazareno Funez, calciatore argentino
- 2001 - Gabriel Guevara, attore spagnolo
- 2001 - Muhamet Hyseni, calciatore kosovaro
- 2001 - Petros Mpagkalianīs, calciatore greco
- 2001 - Andrea Tartaro, pallanuotista italiano
- 2001 - Edoardo Vergani, calciatore italiano
- 2001 - Emiliano Álvarez, calciatore uruguaiano
- 2002 - Rachid Muratake, ostacolista giapponese
- 2002 - Husayin Norchayev, calciatore uzbeko
- 2002 - Alessandro Pio Riccio, calciatore italiano
- 2002 - Ricky White, giocatore di football americano statunitense
- 2002 - Adriano Cavalcante, pallavolista brasiliano
- 2003 - Ramiro Degregorio, calciatore argentino
- 2003 - Nicolás Fernández, calciatore uruguaiano
- 2003 - Markel Fernández, velocista spagnolo
- 2003 - Troy Franklin, giocatore di football americano statunitense
- 2004 - Ran Binyamin, calciatore israeliano
- 2004 - Rich Amiri, rapper statunitense
- 2004 - Domenico Cuomo, attore italiano
- 2004 - Leonardo Faggian, cestista italiano
- 2004 - Daniel Herrera, calciatore argentino
- 2004 - Makenzie Kirk, calciatore nordirlandese
- 2004 - Egor Kornev, nuotatore russo
- 2004 - Andrés Madruga, calciatore uruguaiano
- 2004 - Wouter Prins, calciatore olandese
- 2004 - Shun Satō, pattinatore artistico su ghiaccio giapponese
- 2004 - Adam Wharton, calciatore inglese
- 2004 - Amir Wilson, attore britannico
- 2004 - Viktorija Ziediņa, ex slittinista lettone
- 2005 - Théo Chennahi, calciatore francese
- 2005 - Rudy Muñoz, calciatore guatemalteco
- 2005 - Zak O'Sullivan, pilota automobilistico britannico
- 2005 - Yūto Ozeki, calciatore giapponese
- 2007 - Gui Negão, calciatore brasiliano
- 2012 - Kai Zen, attrice e doppiatrice statunitense